# Viribestus
Viribestus là một chi nhện trong họ Salticidae.